# خاکشیر بی‌کرک
خاکشیر بی‌کرک (نام علمی: Sisymbrium loeselii) نام یک گونه از سرده خاکشیر است.